# Hořčina (rod)
Hořčina (Picrasma) je rod rostlin patřící do čeledi simarubovité (Simaroubaceae). Jsou to stromy s lichozpeřenými listy a hořkou kůrou. Vyskytují se v tropech a subtropech Ameriky a Asie.

## Charakteristika
Zástupci rodu hořčina jsou stromy s lichozpeřenými listy, podobné pajasanu. Kůra je velmi hořká. Lístky složených listů jsou téměř nebo zcela vstřícné, celokrajné nebo pilovité. Květy jsou jednopohlavné nebo polygamní (jednopohlavné i oboupohlavné), 4 nebo 5-četné. Plodem je souplodí peckoviček.
Rod hořčina zahrnuje asi 9 druhů a je rozšířen v tropické a subtropické Asii a Americe.

## Použití
Hořčina hořkoňová (Picrasma quassioides) může být podle některých zdrojů pěstována i v Česku, z žádné botanické zahrady ani arboreta však není prokazatelně uváděna. Pro své podzimní vybarvení vyniká jako solitéra ve větších výsadbách.